# Raión de Janaŭ
Janaŭ (en bielorruso: Іванаўскі раён) es un raión o distrito de Bielorrusia, en la provincia (óblast) de Brest. Su capital es Ivánava.
Comprende una superficie de 1552 km².

## Demografía
Según estimación 2010 contaba con una población total de 43586 habitantes.

## Subdivisiones
Comprende la ciudad subdistrital de Ivánava (la capital) y los siguientes 10 consejos rurales:
- Adryzhyn
- Bródnitsa
- Harbaja
- Liáskavichy
- Móladava
- Mótal
- Majró
- Ópal
- Rudsk
- Sachyuki